# NGC 7799
NGC 7799 é uma estrela na direção da constelação de Pegasus. O objeto foi descoberto pelo astrônomo Heinrich d'Arrest em 1863, usando um telescópio refrator com abertura de 11 polegadas. 